# Alexia Portal
Pour les articles homonymes, voir Portal.
Alexia Portal est une actrice française née au Mans le 17 mars 1975.

## Biographie
Née au Mans le 17 mars 1975, elle commence au théâtre, adolescente, avec une des toutes premières mises en scène de Julien Sibre, en 1993, puis avec des mises en scène de Stéphane Hillel et Jean-Luc Moreau. Dans la deuxième partie des années 1990, elle apparaît également dans plusieurs téléfilms et films. Jeune actrice, elle incarne notamment le personnage de Rosine, un des rôles principaux de Conte d'automne, d'Éric Rohmer,. Elle joue aussi un des rôles principaux dans Quand un ange passe, de Bertrand Van Effenterre. Elle est la fille d'Edmond Batignole dans Monsieur Batignole, de Gérard Jugnot. Les interprétations s'enchaînent ensuite.
Elle continue également à jouer sur les planches, notamment avec Michel Fagadau, mais aussi sous la direction de Roger Planchon.
Elle choisit d'être aussi, pendant quelques années, joueuse professionnelle de poker. Elle participe pendant 3 ans à des tournois internationaux comme l'European Poker Tour ou encore le WSOP. Elle fait partie de l'équipe Winamax, qu'elle quitte en octobre 2010 pour se joindre à l'équipe américaine Full Tilt. Elle anime en 2011 une émission sur les WSOP en compagnie de Gregory Asher.
Dans le sillage de l'Affaire Harvey Weinstein, elle témoigne de son propre vécu.
En 2021, elle réalise son premier film Carne produit par Haïku Films avec le soutien de la région Grand Est. Pauline Lorillard y tient le rôle principal aux côtés de Mathieu Métral.
Son second film, Nos loyautés, fait sa première sélection au Festival de cinéma de Brive-la-Gaillarde en 2024.
Une rétrospective de son travail a lieu à la Cinémathèque française en mars 2025.
Depuis 2020 elle est élue d'opposition au conseil municipal d'Angoulême.

## Filmographie

### Réalisatrice
- 2021 : Carne
- 2024 : Nos loyautés

### Actrice

#### Cinéma
- 1998 : Conte d'automne, réalisé par Éric Rohmer
- 1998 : Martini bianco, réalisé par Christina Paulhofer
- 2001 : Monsieur Batignole, réalisé par Gérard Jugnot
- 2004 : Tout pour l'oseille, réalisé par Bertrand Van Effenterre
- 2007 : Extinction des lumières, réalisé par Philippe Chapuis
- 2008 : Cas de force majeure, réalisé par Renaud Ducoing, produit par Grégory Maitre
- 2012 : Rue des roses, réalisé par Patrick Fabre

#### Télévision
- 1997 : Bonnes Vacances, téléfilm réalisé par Pierre Badel
- 1997 : Temps d'un éclair, téléfilm réalisé par Marco Pauly
- 1998 : Quand un ange passe, réalisé par Bertrand Van Effenterre
- 2001 : Maigret et la Croqueuse de diamants, téléfilm réalisé par André Chandelle
- 2001 : Le compagnon, téléfilm réalisé par Pierre Lary
- 2001 : Avocats et Associés, série télévisée réalisée par Alexandre Pidoux
- 2004 : Si j'étais elle, téléfilm réalisé par Stéphane Clavier
- 2004 : Les Cordier, juge et flic, série télévisée, épisode Liens de sang
- 2005 : Rose et Val, série télévisée de Didier Le Pêcheur
- 2006 : Navarro, série télévisée
- 2006 : R.I.S Police scientifique, saison 2, réalisé par Christophe Douchand
- 2006 : L'Ex de ma fille, téléfilm réalisé par Christiane Spiero
- 2006 : Le fantôme de mon ex, téléfilm réalisé par Charlotte Brändström
- 2007 : Mariage et confidences, téléfilm réalisé par Stéphane Meunier
- 2008 : Fortunes (téléfilm), téléfilm réalisé par Stéphane Meunier
- 2010 : Fortunes, série réalisée par Stéphane Meunier
- 2012 : Section de recherches, série télévisée, Saison 7 Épisode 3 Coup de théâtre, Rôle de l'infirmière réalisé par Gérard Marx
- 2014 : Mes amis, mes amours, mes emmerdes..., série télévisée, saison 4, réalisée par Christophe Douchand et Nicolas Herdt
- 2014 : Ainsi soient-ils, série télévisée, saison 3, réalisée par Rodolphe Tissot
- 2016 : Mongeville, série télévisée, épisode 11 Faute de goût : Gaëlle
- 2017 : Un village français, série télévisée, saison 7 épisode 9 Un petit coup de rouge : Léonor adulte

#### Doublage
- 2002 : Autour de Lucy : Jo (Julianne Nicholson)
- 2007 : My Blueberry Nights : Leslie, la joueuse de poker (Natalie Portman)

## Théâtre
- 1993 : Docteur Jekyll & Mister Hyde, mise en scène de Julien Sibre, Théâtre du Tourtour et Théâtre Clavel
- 1995 : La Mamma, d'André Roussin, mise en scène de Stéphane Hillel
- 1996 : Le voyage de Monsieur Perrichon, d'Eugène Labiche, mise en scène de Jean-Luc Moreau, Festival d’été et Théâtre Saint-Georges
- 1997 : Colombe de Jean Anouilh, mise en scène de Michel Fagadau, comédie des champs Élysées, tournée
- 1999 : L'Avare de Molière, mise en scène Roger Planchon, TNP Villeurbanne
- 2000 : La Vénitienne, Théâtre du Rond-Point
- 2001 : L'Avare de Molière, mise en scène de Roger Planchon, Odéon-Théâtre de l'Europe
- 2008 : Si tu mourais, Michel Fagadau, Comédie des Champs-Élysées - Tournée